# Waterford Football Club 1969-1970
Questa voce raccoglie le informazioni riguardanti il Waterford Football Club nelle competizioni ufficiali della stagione 1969-1970.

## Stagione
Malgrado l'avvicendamento alla guida tecnica dei due giocatori Vinny Maguire e Alfie Hale, il Waterford vinse il suo terzo titolo nazionale consecutivo prevalendo sullo Shamrock Rovers e sul Cork Hibernians. In Coppa dei Campioni la squadra fu eliminata al primo turno dal Galatasaray, vincitore di entrambi i confronti.

## Rosa
| N. |                        | Ruolo | Calciatore     |
| -- | ---------------------- | ----- | -------------- |
|    | Irlanda (bandiera)     | P     | Peter Thomas   |
|    | Inghilterra (bandiera) | D     | Peter Bryan    |
|    | Irlanda (bandiera)     | D     | Seamus Coad    |
|    | Irlanda (bandiera)     | D     | Paul Morrissey |
|    | Irlanda (bandiera)     | D     | Peter Bryan    |
|    | Irlanda (bandiera)     | D     | Vinny Maguire  |
|    | Irlanda (bandiera)     | C     | Jackie Morley  |
|    | Irlanda (bandiera)     | C     | John O'Neill   |

| N. |                             | Ruolo | Calciatore      |
| -- | --------------------------- | ----- | --------------- |
|    | Irlanda del Nord (bandiera) | C     | Jimmy McGeough  |
|    | Irlanda (bandiera)          | C     | Phil Buck       |
|    | Irlanda (bandiera)          | C     | Alexander Casey |
|    | Irlanda (bandiera)          | A     | Noel Dunne      |
|    | Irlanda (bandiera)          | A     | Alfie Hale      |
|    | Inghilterra (bandiera)      | A     | Johnny Matthews |
|    | Irlanda del Nord (bandiera) | A     | Danny Trainor   |

## Risultati

### FAI Cup
| 1º febbraio 1970 Primo turno | Ringmahon Rangers Cork | 0 – 7 | Waterford |  |

| 12 febbraio 1970 Turno intermedio | Waterford | 2 – 2 | Limerick |  |

| 19 febbraio 1970 Turno intermedio (Replay) | Limerick | 0 – 1 | Waterford |  |

| 8 marzo 1970 Secondo turno | Waterford | 1 – 2 | Cork Hibernians |  |

### Coppa dei Campioni
| Arbitro: | Rădulescu |

|                  |           |  |
| Özdenak 20’, 35’ | Marcatori |  |

| Arbitro: | Sirevaag |

|                     |           |                                        |
| Buck 57’ Morley 79’ | Marcatori | 27’ Köken 68’ Özdenak 71’ Elmastaşoğlu |

## Statistiche

### Statistiche di squadra
| Competizione       | Punti | Totale | Totale | Totale | Totale | Totale | Totale | DR  |
| Competizione       | Punti | G      | V      | N      | P      | Gf     | Gs     | DR  |
| ------------------ | ----- | ------ | ------ | ------ | ------ | ------ | ------ | --- |
| A Division         | 38    | 26     | 16     | 6      | 4      | 55     | 33     | +22 |
| FAI Cup            | -     | 4      | 2      | 1      | 1      | 11     | 4      | +7  |
| Coppa dei Campioni | -     | 2      | 0      | 0      | 2      | 2      | 5      | -3  |
| Totale             | -     | 32     | 18     | 7      | 5      | 67     | 42     | +26 |

## Statistiche

### Statistiche dei giocatori
| Giocatore    | A Division | A Division | FAI Cup  | FAI Cup | Coppa dei Campioni | Coppa dei Campioni | Totale   | Totale |
| Giocatore    | Presenze   | Reti       | Presenze | Reti    | Presenze           | Reti               | Presenze | Reti   |
| ------------ | ---------- | ---------- | -------- | ------- | ------------------ | ------------------ | -------- | ------ |
| P. Bryan     | ?          | 0          | ?        | ?       | 2                  | 0                  | 2+       | 0+     |
| P. Buck      | ?          | 1          | ?        | ?       | 2                  | 1                  | 2+       | 2+     |
| S. Coad      | ?          | 2          | ?        | ?       | -                  | -                  | 0+       | 2+     |
| A. Casey     | ?          | 7          | ?        | ?       | 2                  | 1                  | 2+       | 8+     |
| N. Dunne     | ?          | 3          | ?        | ?       | 0                  | 0                  | 0+       | 3+     |
| A. Hale      | ?          | 12         | ?        | ?       | 2                  | 0                  | 2+       | 12+    |
| V. Maguire   | ?          | 0          | ?        | ?       | 2                  | 0                  | 2+       | 0+     |
| J. Matthews  | ?          | 15         | ?        | ?       | 2                  | 0                  | 2+       | 15+    |
| J. McGeough  | ?          | 1          | ?        | ?       | 2                  | 0                  | 2+       | 1+     |
| J. Morley    | ?          | 7          | ?        | ?       | 2                  | 1                  | 2+       | 8+     |
| P. Morrissey | ?          | 0          | ?        | ?       | 2                  | 0                  | 2+       | 0+     |
| J. O'Neill   | ?          | 0          | ?        | ?       | 2                  | 0                  | 2+       | 0+     |
| P. Thomas    | ?          | -?         | ?        | -?      | 2                  | -5                 | 2+       | -5+    |
| D. Trainor   | ?          | 1          | ?        | ?       | 1                  | 0                  | 1+       | 1+     |